# Палафокс-и-Портокарреро, Киприано, 8-й граф де Монтихо
Киприано де Гусман Палафокс-и-Портокарреро, 8-й граф де Монтихо (исп. Cipriano de Guzmán Palafox y Portocarrero, VIII conde de Montijo; 15 сентября 1784 — 15 марта 1839) — испанский аристократ и гранд, военный и политический деятель.
Либерал, масон и хосефинос. Сражался на стороне Наполеона во время Войны за независимость Испании (1808—1814) и кампании 1814 года. После возвращения в Испанию участвовал в заговоре против короля Фердинанда VII и в трехлетний период поддерживал либералов (1820—1823). Примирившись с испанской короной, стал графом Монтихо, членом верхней палаты пэров и сенатором Испании.

## Биография
Родился 15 сентября 1784 года в Мадриде. Последний из шести детей Фелипе Антонио де Палафокса и Крой д’Авре (1739—1790) и Марии Франсиски де Солес Портокарреро-и-Лопес де Суньиги, 6-й графини Монтихо (1754—1808). Его отец Фелипе Антонио де Палафокс, младший сын Хоакина Фелипе Антонио де Палафокса, 6-го маркиза Ариса (1702—1775) и внук Жана-Баптиста Крой, герцога д’Авре (1686—1727), участвовал в Семилетней войне под командованием маршала Виктора де Брольи и получил от короля Карла IV чин генерал-лейтенанта. Его мать, Мария Франсиска де Солес Портокарреро и Лопес де Суньига, дочь Кристобаля Педро Портокарреро Осорио и Фернандес де Кордобы, 6-го маркиза де Вальдеррабано (1728—1757), унаследовала титул графини Монтихо, была меценаткой и содержала литературный салон в Мадриде.
В 1808 году, когда его мать умерла в изгнании, обвиняемая Мануэлем Годоем в янсенизме, его старший брат, Эухенио Эулалио Палафокс и Портокарреро (1773—1834), унаследовал титул 7-го графа Монтихо и другие родовые титулы.
Учился в артиллерийской академии в Сеговии и поступил на службу офицером в испанскую армию. В 1805 году был произведен в подпоручики, а в 1807 году получил чин подполковника. После отречения короля Фердинанда VII в Байонне и появления Жозефа Бонапарта в Испании Киприано Палафокс и Портокарреро, носивший титул графа Теба, ярый сторонник Наполеона Бонапарта, поддержал правление Жозефа и во время войны за независимость Испании сражался на стороне французских войск. В битве при Саламанке в 1812 году он потерял правый глаз. В том же 1812 году после возвращения к власти короля Фердинанда VII он покинул Испанию в звании полковника императорской армии. В 1814 году отличился в военной кампании на территории Франции и был награжден Орденом Почётного легиона. После поражения Наполеона и реставрации Бурбонов во Франции Киприано Палафокс и Портокарреро был заключен на некоторое время в тюрьму, затем жил в Париже под наблюдением полиции.
В 1817 году получил помилование короля Фердинанда VII и вернулся в Испанию, проживал в Малаге, находясь в подозрении властей из-за своих либеральных и политических взглядов. В 1820 году он поддержал Испанскую революцию, в результате которой король Фердинанд VII вынужден был восстановить конституцию 1812 года. В 1823 году после контрреволюции и восстановления абсолютизма Киприано Палафокс и Портокарреро был арестован и заключен в тюрьму, затем его поместили под домашний арест в Сантьяго-де-Компостеле и Гранаде. После своего освобождения он проживал с семьей в Париже, пока не получил от короля в 1830 году разрешение вернуться в Мадрид.
В 1834 году после смерти своего бездетного и психически больного старшего брата, Эухенио Эулалио Палафокса и Портокарреро (1773—1834), Киприано унаследовал титул 8-го графа Монтихо и остальные титулы. из-за эпидемии холеры и начала Гражданской войны его семья вернулась в Париж, а сам он остался в Мадриде, чтобы вступить в должность члена верхней палаты пэров. В 1837—1838 годах — сенатор от провинции Бадахос.
Находился в дружеских отношениях с Проспером Мериме во время проживания последнего в Испании.
Скончался 15 марта 1839 года в Пеньяранда-де-Дуэро в возрасте 54 лет.

## Брак и дети

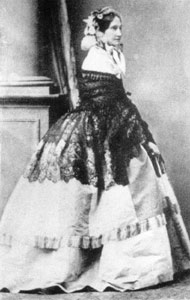
Мария Мануэла Киркпатрик

15 декабря 1817 года в Малаге Киприано Палафокс-и-Портокарреро женился на Марии Мануэле Киркпатрик (24 февраля 1794 — 22 ноября 1879), дочери Виллема Киркпатрика и его супруги Марии Франсуазы де Гриверни. у супругов было трое детей:
- Франсиско Палафокс Портокарреро-и-Киркпатрик, умер в молодости
- Мария Франсиска Палафокс Портокарреро-и-Киркпатрик (29 января 1825 — 16 сентября 1860), супруга Хакобо Фитц-Джеймса Стюарта, 15-го герцога Альба (1821—1881)
- Мария Евгения Палафокс Портокарреро-и-Киркпатрик (5 мая 1826 — 11 июля 1920), императрица Франции, супруга императора Наполеона III.

## Титулы и обращения
- 1784—1808: дон Киприано Гусман Палафокс-и-Портокарреро
- 1808—1834: Его Превосходительство граф де Теба
- 1834—1839: Его Превосходительство граф де Монтихо-и-Миранда

## Титилатура
- 8-й Граф де Монтихо
- 18-й Граф Миранда дель Кастаньяр
- 15-й Герцог Пеньяранда-де-Дуэро
- 12-й граф де Баньос
- 14-й маркиз де Ла-Баньеса
- 17-й виконт де Паласьос-де-ла-Вальдуэрна
- 13-й маркиз де Вальдункильо
- 14-й маркиз де Миралло
- 17-й маркиз де Мойя
- 16-й маркиз де Вильянуэва-дель-Фресно
- 18-й граф де Теба
- 10-й граф де Мора
- 12-й Граф де Касаррубиос-дель-Монте
- 9-й граф де Санта-Крус-де-ла-Сьерра
- 19-й Граф де Сан-Эстебан-де-Гормас
- 12-й маркиз де Ла-Альгаба
- 9-й маркиз де Вальдеррабано
- 7-й граф де Фуэнтидуэнья
- 8-й граф де Аблитас
- 8-й Виконт де ла Кальсада
- 14-й маркиз Баркаррота
- 8-й Маркиз де Осера
- 7-й маркиз де Кастаньеда
- 25-й сеньор де Могер

## Награды
- Кавалер Ордена Святого Иоанна
- Кавалер Большого креста Ордена Карлоса III
- Кавалер Ордена Почетного Легиона (1814)
- Королевский камердинер (1812)